# Coupe des Pays-Bas de football 1979-1980
Navigation
Édition précédente Édition suivante
La Coupe des Pays-Bas de football 1979-1980, nommée la KNVB beker, est la 62e édition de la Coupe des Pays-Bas. La finale se joue le 17 mai 1980 au stade Feijenoord à Rotterdam.
Le club vainqueur de la coupe est qualifié pour la Coupe d'Europe des vainqueurs de coupe de football 1980-1981.

## Finale
Le Feyenoord Rotterdam gagne dans son stade contre l'Ajax Amsterdam, et remporte son cinquième titre en empêchant l'Ajax de remporter le doublé coupe-championnat cette saison. La finale s'achève sur le score de 3 à 1, l'Ajax ouvre la marque dès le début de la rencontre et obtient un penalty dans la foulée, Karel Bonsink rate l'occasion pour porter le score à 2 à 0 pour l'Ajax, Feyenoord égalise sur penalty avant la mi-temps puis marquera deux fois dans la deuxième mi-temps.